# Willy Telavi
Willy Telavi – polityk Tuvalu, deputowany do parlamentu, minister spraw wewnętrznych w latach 2006-2010, premier Tuvalu od 24 grudnia 2010 do 1 sierpnia 2013. 

## Życiorys
Willy Telavi w 1977 rozpoczął pracę w szeregach Sił Policji Tuvalu. W maju 1993 został szefem Służb Policji, Imigracyjnych, Więziennictwa i Pożarnictwa Tuvalu. W 1999 ukończył studia prawnicze na Uniwersytecie Południowego Pacyfiku. Następnie rozpoczął studia magisterskie z dziedziny zarządzania międzynarodowego na Northern Territory University w Darwin.
W czasie wyborów w sierpniu 2006 uzyskał mandat deputowanego do Parlamentu Tuvalu z okręgu Nanumea. 14 sierpnia 2006 objął stanowisko ministra spraw wewnętrznych w rządzie premiera Apisai Ielemii, które zajmował przez całą kadencję. 
W wyborach parlamentarnych w sierpniu 2010 odnowił mandat deputowanego. 30 września 2010 został ponownie mianowany ministrem spraw wewnętrznych w gabinecie nowego premiera Maatii Toafy. 
21 grudnia 2010 poparł wniosek opozycyjnych deputowanych o wotum nieufności wobec rządu premiera Toafy. Dzięki temu został on przyjęty stosunkiem głosów 8 do 7. W zamian za poparcie miał zostać mianowany kandydatem opozycji na urząd nowego szefa rządu. 24 grudnia 2010 parlament wybrał go na stanowisko premiera Tuvalu. W głosowaniu pokonał byłego ministra spraw zagranicznych Enele Sopoagę (głosami 8 do 7).
Gubernator generalny Tuvalu Iakoba Italeli usunął go ze stanowiska szefa rządu 1 sierpnia 2013 wskutek otrzymania w parlamencie wotum nieufności. Gubernator wyznaczył lidera opozycji Enele Sopoagę na przejściowego premiera. 5 sierpnia 2013 Sopoaga został zaprzysiężony na stanowisku premiera Tuvalu.